# Synode diocésain
Le synode diocésain est une institution chrétienne, structure participative et délibérative existant depuis les origines du christianisme et présente dans toutes les confessions chrétiennes aujourd'hui, selon des modalités différentes.

## Histoire

### De l’antiquité à l’an mil
Le premier synode diocésain de toute l'histoire du christianisme se déroule à Auxerre (Archidiocèse de Sens-Auxerre) aux alentours de 585. Sept abbés, trente-quatre prêtres et trois diacres se réunissent autour de leur évêque Aunacharius (Aunaire d'Auxerre). Ils décident et promulguent quarante-cinq canons dont dix-neuf ont trait à la liturgie.
Globalement, une forte activité synodale caractérise les Églises latines du IVe au VIIIe siècle, particulièrement la Gaule, l’Afrique du Nord et l’Espagne wisigothique. Dans l’Espagne wisigothique, le IVe concile de Tolède (633), dirigé par Isidore de Séville, fait date et sera par la suite une référence en bien des domaines dans toute la chrétienté occidentale. Ces synodes sont surtout des assemblées d’évêques d’une même province ecclésiastique ou d’une même région. L’usage leur attribue le nom de concile (en fait équivalent à synode). Leurs travaux sont guidés en général par les préoccupations suivantes :
- 1° la défense de l’authenticité de la foi chrétienne (notamment contre les superstitions celtiques, les hérésies ariennes et donatistes).
- 2° la mise en place d’une structure ecclésiale apte à régler le problème simoniaque et à clarifier les rapports avec l’administration civile.
- 3° la recherche d’une unité liturgique tant au niveau du calendrier que des rites. En 314 déjà, le premier canon du Concile d’Arles arrête une date unique pour la fête de Pâques. Le concile de Vannes est le premier, en 465, à décréter une unité liturgique à l’intérieur d’une même province.

La période carolingienne connaît également de nombreux synodes, mais là aussi très peu sont diocésains.

### Après l’an mil
À partir du XIe siècle, les synodes deviennent des composantes permanentes de la vie des diocèses.  Les débats sont principalement dominés par des problèmes organisationnels, disciplinaires et politiques.
Le Concile de Latran IV en 1215 instaure, en son canon 6, une obligation de convocation annuelle du synode diocésain en lien avec les conciles provinciaux. Cette prescription n’est pas suivie systématiquement. Elle donne cependant une nouvelle impulsion aux synodes diocésains. Jusqu’au concile de Trente, ceux-ci sont restreints et essentiellement cléricaux ; leur but étant souvent la mise en œuvre de décisions prises lors de conciles provinciaux.

## Dans l'Église catholique

### Depuis le Concile de Trente
Le Concile de Trente précise la discipline synodale et confirme entre autres choses l’obligation de tenir un synode diocésain chaque année. Ceci est d’ailleurs une indication de la difficulté à tenir le rythme. Au XVIIIe siècle, l’institution synodale perd de son importance dans la vie des diocèses français et encore plus ailleurs. De 1789 à 1849, les synodes sont pratiquement inexistants dans la plupart des pays. Deux pays font cependant exception : la France et l’Italie avec respectivement soixante-trois et cinquante-huit synodes célébrés. 
De 1850 à 1907, sur 377 synodes diocésains dans le monde, 166 sont célébrés en France (dont 72 entre 1850 et 1859, et 30 de 1860 à 1869), 88 en Italie et 49 aux États-Unis. De manière générale, les synodes diocésains ne suscitent pas d’intérêt hors de France et d’Italie (et dans une moindre mesure aux États-Unis). Leurs participants sont peu nombreux. Le plus souvent, ils rassemblent les doyens et quelques prêtres diocésains autour de l’évêque.
Depuis le Moyen Âge, les synodes diocésains se déroulent sur plusieurs jours (en général trois) et leur déroulement est clairement codifié, tant du point de vue structurel que liturgique. Ce n’est qu’au début du XXe siècle que des décisions magistérielles commencent à modifier la forme et le fond de cette institution dans l’Église catholique latine.

### Du Code de droit canonique de 1917 au concile Vatican II
Le Code de droit canonique de 1917 est très précis à propos des synodes diocésains (c. 356-362), autant sur leur composition que sur leur fréquence. Ils concernent des membres de droit (chargés de fonctions qui ne peuvent être exercées que par des prêtres, c. 358 § 1) et des prêtres diocésains ou religieux que l’évêque choisit (c. 358 §2). Ces synodes doivent être convoqués tous les dix ans par l’évêque (c. 358 §2), qui le préside. Il est généralement réunis dans la cathédrale du diocèse. L’historien René Metz souligne que cette périodicité constitue un des facteurs déterminants du renouveau synodal. Le synode doit être précédé d’un schéma préparatoire, discuté par les membres qui n’ont qu’une voix consultative. Les statuts (résultats) sont promulgués par l’évêque qui demeure l’unique législateur.
Dans toute l’Europe, le Code de 1917 donne une impulsion très forte aux synodes diocésains. Ceci est particulièrement remarquable dans les diocèses de langue allemande, où ils avaient presque totalement disparu. La périodicité exigée est respectée de manière variable selon les diocèses. Les premiers synodes ont pour but la mise en place du Code de droit canonique. En France, une deuxième vague poursuit le même but mais au moyen d’une édition en français des statuts. Dans les années 1950, le nombre de synodes célébrés est inférieur aux périodes précédentes. Il n’est pas clair s’il faut voir dans ce déclin le signe d’une certaine déception vis-à-vis d’une instance qui ne remplit plus ses fonctions d’organe de conseil. Les statuts synodaux produits à cette époque manifestent clairement une préoccupation pour la place des laïcs dans l’Église. Le synode diocésain clérical peut alors apparaître comme inadapté par rapport à cette évolution. Une telle hypothèse mériterait d’être vérifiée. Cette question de l’émergence du laïcat est en tout cas importante dans l’évolution du synode diocésain à ce moment-là.
Le déroulement de ces synodes, tant du point de vue structurel que liturgique, semble avoir été semblable à peu près partout, suivant en cela les normes du Code de droit canonique, du Cérémonial des évêques et du Pontifical. Les ouvrages qui en résultent (statuts synodaux et documents annexes) sont des volumes allant de quelques pages à plus de cinq cents, parfois seulement des fascicules additionnels à des synodes précédents. 

### L’après-Concile Vatican II
Le concile Vatican II joue un rôle déterminant dans l’évolution de la question synodale. L’impulsion est double : elle se situe d’abord au niveau théologique avec l’émergence d’une ecclésiologique de communion, et ensuite dans les textes eux-mêmes avec une incitation très forte à redécouvrir la dimension synodale de l’Église.
Le décalage est tel entre les normes canoniques de 1917 et les inflexions théologiques de Vatican II, que l’institution synodale définie par l’ancien Code se révèle alors totalement inadéquate. Cette situation est peu viable. Dès la fin des années 1960, des essais de renouvellement de l’institution synodale sont tentés. Ainsi, certains diocèses de langue allemande obtiennent de Rome une dispense du canon 358 § 1 qui exige une présence exclusive de prêtres et de religieux. Les laïcs peuvent désormais être associés au processus synodal à condition toutefois que les prêtres aient la majorité absolue et décident seuls pour certaines questions. Le Directoire pour le ministère des évêques, paru en 1973, est le premier texte à préciser de nouvelles conditions de célébration d’un synode diocésain :
Dans son ensemble, le mouvement synodal demeure relativement marginal dans la vie de l’Église universelle. Certains synodes ont toutefois un retentissement important sur le plan national et même international : le synode des diocèses de Suisse (dit “Synode 72”, 1969-1975), le synode interdiocésain de Würzburg (1971-1975) et les synodes de Detroit (1969) et de Vienne (1968-1970). Le synode de Cracovie (1972-1979), initié par le futur Jean-Paul II, se distingue en raison de la place qu’il réserve aux laïcs dans les processus réflexionnels. Globalement, les commentaires au sujet de l’institution synodale sont favorables. En France, la pratique synodale préconciliaire (uniquement cléricale) disparaît dans la période postconciliaire. Cinq projets de synodes y voient le jour, dont seulement deux aboutissent (Rouen 1968-1969) et Saint-Brieuc (1969-1970).  Les mentalités ne sont cependant pas encore prêtes à accueillir cette nouvelle institution, et le cadre législatif en entrave le développement. Parmi les nouveautés de ces synodes, la présence d’invités d’autres confessions chrétiennes est notable, s’inscrivant dans la continuité du concile Vatican II qui avait ainsi des “observateurs” non-catholiques.

### Le bouleversement du Code de Droit canonique de 1983
Le Code de Droit canonique de 1983 concrétise l’option pour une ecclésiologie de communion décidée par les Pères à Vatican II. De manière générale, il sert de détonateur pour un renouveau extraordinaire de la pratique synodale, d’abord en France et en Italie. Un premier changement par rapport au Code de 1917 consiste en la levée de l’obligation de convocation à intervalles réguliers du synode diocésain. Il est prévu désormais : « Le synode diocésain sera célébré dans chaque Église particulière lorsque, au jugement de l’Évêque diocésain et après que celui-ci aura entendu le conseil presbytéral, les circonstances le suggéreront. » (Code de Droit canonique, can. 461 § 1 ; on notera l'expression technique consacrée célébrer un synode, qui a parfois donné lieu à des quiproquos : les célébrations des synodes signifie les tenues d'assemblées, et non les célébrations liturgiques qui auraient à l'occasion des synodes). Cette coutume très ancienne signifie que l'ensemble du processus est vécue comme une liturgie, donc à l'initiative de Dieu et mue par l'Esprit Saint.
La modification la plus notable du Code de 1917 concerne la participation des laïcs comme membres à part entière d’une assemblée synodale. Ceci s’inscrit dans la droite ligne du numéro trente-deux du texte Lumen Gentium du Concile Vatican II : « Même si certains, par la volonté du Christ, sont institués docteurs, dispensateurs des mystères et pasteurs pour le bien des autres, cependant, quant à la dignité et à l’activité commune à tous les fidèles dans l’édification du Corps du Christ, il règne entre tous une véritable égalité. » (Lumen gentium art. 32). La cause essentielle de cette modification du droit réside d’abord dans l’identité fondamentale de tous les fidèles quant à leur dignité, leur capacité et leur participation à la triple fonction de sanctification, d’enseignement et de gouvernement. Le fondement d’une participation à un synode comme délégué – et au-delà dans les processus préliminaires – est donc le baptême (et la confirmation). La promulgation du nouveau Code est suivie très rapidement d’effets. Le premier synode diocésain nouvelle génération a lieu en France à Limoges dès 1983, un synode avec des laïcs non seulement délégués, mais aussi membres de l’équipe responsable.
Près de 1000 synodes diocésains ont été célébrés dans l'Église catholique dans le monde depuis le concile Vatican II, non compris des formes alternatives d'assemblées diocésaines ou de forum diocésains ne remplissant pas les conditions canoniques pour être des synodes diocésains au sens strict. Une recherche en cours menée à l'Université catholique de Louvain est mise en ligne, présentant une liste et des commentaires et analyses à leur sujet, complétant une étude systématique publiée en 2011.

## Exemples
- Le Synode diocésain de Nivaria a eu lieu dans le diocèse de San Cristóbal de La Laguna (Espagne) entre 1998 et 1999[4]. Il est principalement axé sur la compréhension du Concile Vatican II[4], l'entrée dans le troisième millénaire de la naissance du Christ avec un renouveau spirituel la réponse diocèse[4] et adaptée aux changements sociaux, politiques et culturels profonds[4].